# Forma de conveniência
Em Dentística, forma de conveniência é a etapa que visa possibilitar a instrumentação adequada do preparo da cavidade e a inserção do material restaurador. Em endodontia é a etapa final da cirurgia de acesso, adaptação da forma de contorno as necessidades relacionadas ao preparo cirúrgico da cavidade